# ويكيبيديا الألبانية
ويكيبيديا الألبانية (بالألبانية:Wikipedia shqip) هي الإصدار باللغة الألبانية من موسوعة ويكيبيديا تاريخ إطلاقها كان في 12 أكتوبر 2003.

## مسار التقدم
- أكتوبر 2003، عدد المقالات 1.
- مايو 2005، عدد المقالات 1,000.
- 30 يونيو 2006، عدد المقالات 6,500.
- 5 ديسمبر 2006، عدد المقالات 10,500.
- 17 مايو 2007، عدد المقالات 15,000.
- 2 أغسطس 2007، عدد المقالات 17,00.
- 19 أبريل 2008، عدد المقالات 20,000.
- 8 سبتمبر 2010، عدد المقالات 27,519.
- 28 ديسمبر 2011، عدد المقالات 40,000.

## الإحصائيات
| عدد المستخدمين المسجلين | عدد المستخدمين النشيطين | عدد المقالات | صفحات المحتوى | عدد التعديلات | عدد الملفات المرفوعة | عدد الإداريين |
| ----------------------- | ----------------------- | ------------ | ------------- | ------------- | -------------------- | ------------- |
| 172٬170                 | 262                     | 102٬543      | 311٬866       | 2٬795٬706     | 3٬708                | 8             |